# Gelée de printemps
Les gelées de printemps sont des gelées qui se produisent généralement en avril et en mai dans l'hémisphère nord. Ces gelées tardives, arrivant après l'hiver, touchent les bourgeons de la vigne et d'autres arbres fruitiers, alors que ceux-ci ont débourré et n’ont plus de coque protectrice.

## Conditions
Les épisodes de gels au printemps sont moins rudes que le gel hivernal, notamment moins froid et sur des périodes plus courtes. Cela peut être suffisant pour endommager les nouvelles pousses de l’année.
Les dégâts se produisent lorsque la température descend en dessous de −2 °C à −3 °C pendant au moins une heure si l'humidité est forte et −4 °C à −5 °C si l'humidité est faible (hygrométrie <60 %). Les bourgeons ne résistent pas à des températures plus faibles.
Les gelées de printemps peuvent être des gelées blanches si les bourgeons sont gelés lors de nuit claire par perte de chaleur, par rayonnement, ou des gelées noires si les bourgeons sont gelés par l’arrivée d'une masse d'air sec et froid (−7 °C à −9 °C) accompagné de vent.

## Conséquences
Ces gelées ne détruisent pas la vigne mais peuvent détruire les bourgeons débourrés et les jeunes pousses, mettant en péril la récolte à venir.

## Protection

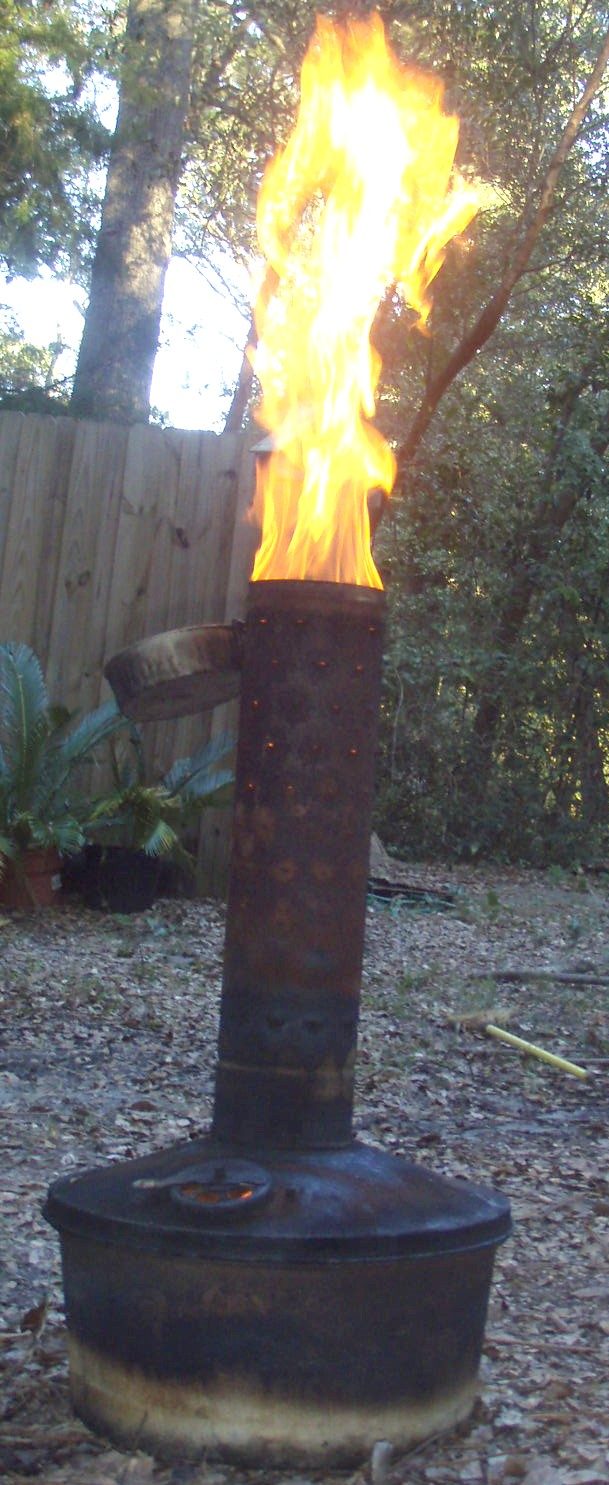
Chaufferette pour la protection contre le gel.

De manière générale, la protection passe par un choix adéquat des parcelles, des techniques de culture. La protection peut aussi être faite grâce au buttage, l'utilisation de bougies et de chaufferettes, l'aspersion d'eau, le brassage d'air, fils électriques chauffants.

## Traitement
Après le gel, évaluer les pertes (pourcentage de bourgeons gelés) permet de choisir la méthode et le traitement adaptés à la conduite de la vigne pour le reste de la campagne. Les travaux à effectuer doivent se concentrer sur la formation de bois de taille pour l’année suivante, et suivant les dégâts observés, la production de raisins pour la récolte.
- Jusqu'à 40 % de dégâts, la vigne peut compenser seule la perte des quelques bourgeons en favorisant les bourgeons restants, si les conditions climatiques sont favorables.
- Entre 40 % et 60 % de dégâts la récolte sera partielle, et il faut réfléchir à préserver des rameaux pour former des coursons et baguettes servant à la taille de l’année suivante.
- Au-delà de 60 % de dégâts la priorité va à la production de rameaux servant à la taille l’année suivante. La récolte peut être nulle.